# Лозовиця
Лозови́ця — лісове заповідне урочище в Україні. Розташоване в межах Бахмацького району Чернігівської області, на північний захід від села Вербівка. 
Площа 80 га. Статус присвоєно згідно з рішенням Чернігівського облвиконкому від 27.04.1964 року № 236; від 10.06.1972 року № 303; від 27.12.1984 року № 454; від 28.08.1989 року № 164. Перебуває у віданні ДП «Борзнянське лісове господарство» (Батуринське л-во, кв. 1, 2). 
Статус присвоєно для збереження лісового масиву, розташованого на правобережній заплаві річки Сейм. У деревостані переважають дуб, осика, на перезволожених ділянках — верба, чагарники. В межах урочища є кілька мальовничих заплавних озер.